# كلية الزراعة جامعة إب
كلية الزراعة وعلوم الأغذية هي إحدى كليات جامعة إب اليمنية. تحوي الكلية على العديد من المعامل والبساتين التابعة.

## الاقسام والتخصصات
- قسم علوم الأغذية والتغذية
- قسم الإنتاج النباتي ووقاية النبات
- قسم الإنتاج الحيواني
- قسم الاقتصاد والبيئة